# George Morrow

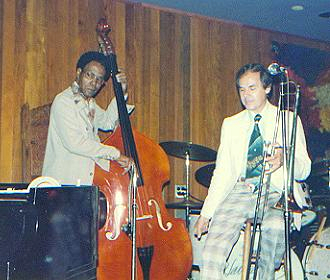
George Morrow (links) met Urbie Green in de Village Jazz Lounge in Disney World.

George Morrow (Pasadena (Californië), 15 augustus 1925 - Orlando (Florida), 26 mei 1992) was een jazz-contrabassist.
Morrow begon op de viool, stapte over op de cello en koos ten slotte voor de contrabas. Hij studeerde aan een conservatorium in Los Angeles en werkte daar na zijn diensttijd als freelancer. Hij speelde met Charlie Parker, Sonny Criss, Teddy Edwards, Hampton Hawes en andere musici die in de stad waren. In de periode 1948-1953 was hij actief in San Francisco, waar hij werkte met bijvoorbeeld Dexter Gordon, Wardell Gray en Billie Holiday. In 1954 werd hij aangenomen door Clifford Brown en Max Roach en speelde hij mee op de studioalbums van hun kwintet. Na het einde van de groep door de tragische dood van Brown en pianist Richie Powell bleef hij werken bij Max Roach en speelde hij mee op albums van Roach en de door de drummer begeleidde Sonny Rollins. In de jaren zestig was Morrow maar sporadisch actief als jazzmuzikant, in de jaren zeventig werkte hij samen met zangeres Anita O'Day en vanaf 1976 speelde hij in Disney World.